# Angster (moneta)
Un Angster è una piccola moneta svizzera "sottile" emessa a partire dal XIV secolo a Basilea come un bratteato di forma quadrangolare. 
Fu poi battuto un po' ovunque in Svizzera per lo più con un valore di 1/2 Rappen.
Fu battuto nello Svitto fino al 1846 ed a Lucerna fino al 1847. 
Il valore iniziale era di due Pfennig o Heller:

1 Angster = 2 Heller
6 Angster = 1 Schilling
15 Angster = 1 Groschen
A Zurigo fu coniato anche il 1/2 Angster. 
In una convenzione del 1426 tra Sciaffusa, Zurigo e San Gallo il fiorino fu fissato al valore di 13 soldi di Angster o 26 Plapperte (Cahn, 1911).
La moneta faceva parte della convenzione monetaria  del 1425 detta "dei Sette Stati" (Zurigo, Lucerna, Uri, Svitto, Untervaldo, Zugo e Glarona).
L'etimo di Angster è incerto. Le ipotesi sono:
1. dal lat. angustus (Heinrich Halke: angustus nummus) quindi sottile
2. deformazione di Angesicht (faccia). Perché nei primmi Angster era rappresentato la faccia di un vescovo. Questa ipotesi è in dubbio anche se il Bäggeli-Angster di Lucerna presenta appunto il volto del vescovo San Leodegar.
3. deformazione di augustorum (effigies), lat. immagine dell'Imperatore.
4. dal distretto Augst, presso Basilea

## Altre monete
- Bäggeli-Angster (o Bäggliangster): soprannome popolare per gli Angster coniati a Lucerna tra il XVI ed il XVII secolo. Era rappresentato San Leodegario (San Leodegar), patrono della città, con la mitria in testa. Ne esistono diverse varianti. Le ampie gote (Backen) del santo avrebbero dato il nome alla moneta. Questa interpretazione è messa in dubbio.
- Buggel-Angster: soprannome scherzoso usato in Germania meridionale per l'Angster di Lucerna. Da Buckel (gobba), per la curvatura della moneta.